# Sant'Ambrogio sul Garigliano
Sant'Ambrogio sul Garigliano è un comune italiano di 865 abitanti della provincia di Frosinone nel Lazio.

## Geografia fisica

### Territorio
Sant'Ambrogio è situato su una collina "piena di luce e di sole", come la definì Ferdinando Soave, appartenente alla catena dei monti Aurunci. Il territorio comunale forma parte del confine sud della provincia di Frosinone; è composto da alcune colline boscose e da una piana bagnata dalla riva destra del Garigliano. Il comune rientra nella Valle dei Santi.

### Clima
Classificazione climatica: zona C, 1347 GR/G

## Origini del nome
Il toponimo Sant'Ambrogio ha origine dalla chiesa intorno alla quale nacque il nucleo urbano. Nel 1862 venne aggiunta la specificazione sul Garigliano per distinguere il comune da altri centri italiani omonimi.

## Storia
Sul territorio del loro feudo, i monaci di Montecassino costruiscono prima dell'anno Mille vari insediamenti, costituiti da edifici religiosi e rurali. Infatti, ricevute in donazione dai Longobardi vaste aree, i benedettini provvedono a riorganizzare il territorio raccogliendo gli abitanti in villaggi, a cui vengono aggiunte fortificazioni nel sec. XI.
Sant'Ambrogio appare già in alcuni documenti datati 961. Attraverso un documento del 1275, con Bernardo abate, ci vengono mostrati quali fossero gli obblighi feudali per la comunità ambrosiana: la decima parte dei prodotti della terra e la terza del vino è dovuta ai monaci in cambio del libero pascolo per il bestiame. Gran parte del territorio ambrosiano pianeggiante è all'epoca ancora boscoso: lo si concede in un primo momento ai coloni affinché venga convertito in campi per le coltivazioni, in tempi successivi viene richiesto loro l'affitto (soldi 160 di Amalfi).
La prosperità degli abitanti di Sant'Ambrogio migliora in maniera progressiva fino al sec. XVI. In questo secolo infatti il territorio viene coinvolto nelle lotte tra Spagnoli e Francesi per il controllo del Meridione d'Italia. L'esercito guidato da Braccio da Montone occupa Sant'Ambrogio che viene depredato e si spopola progressivamente. Nel secolo successivo sopraggiunge la peste.
La popolazione ambrosiana è talmente ridotta agli inizi dell'Ottocento (meno di 1 000 abitanti), che viene soppressa la sua autonomia comunale e l'amministrazione del territorio passa al vicino Sant'Apollinare. Nello stesso secolo Sant'Ambrogio è coinvolto nelle vicende del Risorgimento e nelle vicende del brigantaggio. Continua lo spopolamento, questa volta a causa dell'emigrazione verso l'estero, ma Sant'Ambrogio con l'Unità d'Italia riacquista la sua autonomia, anche se ottenendo un territorio ridotto rispetto al passato.
Negli anni Venti del Novecento, viene eretto un ponte sul Garigliano che faciliterà gli scambi commerciali sul territorio. Con il secondo conflitto mondiale si ha una nuova pagina dolorosa per il territorio: Sant'Ambrogio si trova sulla linea Gustav. L'esercito tedesco utilizza come postazioni operative sia il centro che le frazioni. Il territorio di Sant'Ambrogio è tra i primi ad essere liberato dall'esercito alleato, ma oramai è già in macerie.
Gli anni della ricostruzione sono stati molto duri e difficili, la rinascita è stata lenta; ciò ha favorito ancora l'emigrazione degli ambrosiani, finché non si sono create possibilità di occupazione grazie allo sviluppo industriale dell'area di Cassino. Sant'Ambrogio viene ulteriormente danneggiato dal terremoto del 1984, parte del paese quindi viene ricostruito e ammodernato.
Quindi oggi la maggior parte delle costruzioni è moderna; nella chiesa di San Biagio, che fu l'originaria Cella di sant'Ambrogio attorno a cui nacque il pagus, si possono ammirare un Crocifisso trecentesco ed un altare secentesco provenienti da Aversa, da Sant'Eligio. In località San Rocco è posta una stele che commemora le vittime della seconda guerra mondiale.

### Simboli
Lo stemma e il gonfalone sono stati concessi con DPR del 4 febbraio 1993. 
Nello stemma comunale è raffigurato san Biagio, vestito di una mitria d'argento, di un camice dello stesso colore e di un grande manto rosso; il Santo, raffigurato nell'atto di benedire, trattiene con l'avambraccio sinistro un pastorale d'oro e stringe nella mano sinistra un libro chiuso. 
Il gonfalone è un drappo tagliato di bianco e di rosso.

## Società

### Evoluzione demografica
Abitanti censiti

### Lingue e dialetti
Il dialetto di Sant'Ambrogio è simile al dialetto casertano parlato nei comuni confinanti della Provincia di Caserta, poiché il comune in questione è appartenuto alla Terra di Lavoro, una delle suddivisioni amministrative del Regno di Napoli. Tuttavia, una parte minoritaria del dialetto risente dell'influenza del dialetto laziale centro-settentrionale e del dialetto abruzzese, come capita in quasi tutti comuni dell'attuale Basso Lazio che una volta dipendevano amministrativamente da Caserta e che nel 1927 vennero inclusi nel Lazio.

### Religione
La popolazione professa per la maggior parte la religione cattolica e afferisce alla diocesi di Sora-Cassino-Aquino-Pontecorvo, ma fino al 2014 faceva parte dell'abbazia territoriale di Montecassino.

### Tradizioni e folclore
- 3 febbraio - San Biagio
- 16 luglio - Madonna del Carmine

## Economia
Di seguito la tabella storica elaborata dall'Istat a tema Unità locali, intesa come numero di imprese attive, ed addetti, intesi come numero di addetti delle imprese locali attive (valori medi annui).
|                              | 2015                  |                              |                            |                |                       |                     | 2014                  |                | 2013                  |                |
| ---------------------------- | --------------------- | ---------------------------- | -------------------------- | -------------- | --------------------- | ------------------- | --------------------- | -------------- | --------------------- | -------------- |
|                              | Numero imprese attive | % Provinciale Imprese attive | % Regionale Imprese attive | Numero addetti | % Provinciale Addetti | % Regionale Addetti | Numero imprese attive | Numero addetti | Numero imprese attive | Numero addetti |
| Sant'Ambrogio sul Garigliano | 33                    | 0,1%                         | 0,01%                      | 49             | 0,5%                  | 0,03%               | 35                    | 49             | 36                    | 55             |
| Frosinone                    | 33.605                |                              | 7,38%                      | 106.578        |                       | 6,92%               | 34.015                | 107.546        | 35.081                | 111.529        |
| Lazio                        | 455.591               |                              |                            | 1.539.359      |                       |                     | 457.686               | 1.510.459      | 464.094               | 1.525.471      |

Nel 2015 le 33 imprese operanti nel territorio comunale, che rappresentavano lo 0,1% del totale provinciale (33.605 imprese attive), hanno occupato 49 addetti, lo 0,05% del dato provinciale; in media, ogni impresa nel 2015 ha occupato un addetto (1,48).

## Amministrazione
Nel 1927, a seguito del riordino delle circoscrizioni provinciali stabilito dal regio decreto n. 1 del 2 gennaio 1927, per volontà del governo fascista, quando venne istituita la provincia di Frosinone, Sant'Ambrogio sul Garigliano passò dalla provincia di Caserta a quella di Frosinone.

### Gemellaggi
Sant'Ambrogio sul Garigliano è gemellato con:
- Sant'Ambrogio di Torino, dal 2004
- Sant'Ambrogio di Valpolicella, dal 2004

## Sport

### Rally
Nel novembre 2008 nasce "Katanga Racing", che partecipa alle competizioni Rally su strada nel Lazio e nelle regioni limitrofe.